# Felis silvestris jordansi
Felis silvestris jordansi es una subespecie de  mamíferos carnívoros  de la familia Felidae.

## Distribución geográfica
Se encuentran en las Islas Baleares.